# Constantin Argetoianu
Constantin Argetoianu (Craiova, 3 de marzo de 1871-Sighet, 6 de febrero de 1952) fue un político rumano, una de las personalidades más conocidas de la «Gran Rumania» de entreguerras, fue primer ministro brevemente entre septiembre y noviembre de 1939 y ministro en numerosas ocasiones. Sus memorias, Memorii. Pentru cei de mâine. Amintiri din vremea celor de ieri (Memorias. Para los de mañana. Recuerdos del mundo del ayer.), una panorámica de la sociedad rumana, fueron dadas a conocer por la aguda crítica a varias figuras importantes de la política rumana (con un tono sarcástico que había hecho famosos sus discursos políticos anteriores).

## Comienzos
Nacido en Craiova, hijo del general Ioan Argetoianu, Argetoianu estudió Derecho, Medicina y Letras en la Universidad de París, y más tarde ingresó en el servicio diplomático (1897).  Estudió también en Alemania y hablaba alemán con fluidez.
Hombre excepcionalmente próspero (conocido apostador en Bolsa de valores y terrateniente en Breasta, en el condado de Dolj), sus frecuentes cambio de lealtades políticas se atribuyeron por algunos de sus contemporáneos a su independencia financiera.

## Primera Guerra Mundial
Masón, Argetoianu fue elegido por primera vez al Senado en 1914 como representante del Partido Conservador, donde osciló entre la corriente principal de disidentes de Petre P. Carp y el grupo de disidentes en torno a Take Ionescu (este último era partidario de la entrada de Rumania en la Primera Guerra Mundial en el lado de las potencias de la Entente, que también Argetoianu apoyó).
A lo largo de 1918, durante las etapas finales de la campaña rumana, Argetoianu fue ministro de Justicia, formó parte del primer gabinete de Alexandru Averescu (cuando las autoridades se habían retirado a Iaşi, abandonando la mitad sur del país a la ocupación de los Imperios Centrales). También fue jefe de la delegación rumana en las negociaciones del armisticio de Buftea en 1918. Las conversaciones resultaron en el Tratado de Bucarest en mayo, que consagró la derrota de Rumanía. Sus acciones en el momento fueron posteriormente objeto de un epigrama de Cincinat Pavelescu en el que este expresó su convicción de que el tratado y los puntos de vista de Argetoianu sobre política fiscal habrían de ser objeto de burla para las generaciones futuras.

## En el Partido Popular
Argetoianu siguió a Averescu a la oposición contra el Gobierno del Partido Nacional Liberal (PNL) de Ion I. C. Brătianu, y se unió al Partido Popular (PP) constituido por el general. Más tarde documentó el mensaje populista del movimiento, y dejó testimonios de la adulación espontánea de las masas campesinas a Averescu.
Fue ministro de Finanzas y, más tarde, ministro del Interior, en el segundo gabinete de Averescu en 1920. En marzo de 1921, se descubrió que un socio suyo llamado Aron Schuller había tratado de solicitar un préstamo de veinte millones de liras a un banco en Italia, utilizando como aval bonos de guerra rumanos que había obtenido ilegalmente de la reserva del Ministerio de Finanzas. Argetoianu, que todavía estaba a cargo del ministerio en ese momento, se convirtió en el blanco de los ataques de la oposición formada por el Partido Nacional Rumano y el Partido Campesino, siendo presionado por Virgil Madgearu y Grigore Iunian para justificarse (Iunian propuso una moción de censura, pero el PNL siguió apoyando al PP).

## Represión del comunismo y ruptura con Averescu
Argetoianu pronto se convirtió en famoso por su postura anticomunista: detuvo a los miembros del Partido Socialista que, durante el congreso de su partido en mayo de 1921, habían mostrado una postura maximalista votando a favor de alinear su facción (que formaría el futuro Partido Comunista de Rumania) con el Comintern, alegando la condena de este último de la Gran Rumania. Todos los detenidos fueron procesados en el juicio de Dealul Spirii.  El propio Argetoianu confesó más adelante que la detención careció de base jurídica e indicó que había concedido permiso al socialista Gheorghe Cristescu para celebrar el congreso como medio para incriminar a la facción. Ante la vacilación del gabinete (Averescu dudaba de llevar a cabo los arrestos mientras que el ministro de Justicia Grigore Trancu-Iaşi se negó a dar su apoyo), ordenó las detenciones sin el permiso del mismo presentándoles el hecho consumado.
El enfrentamiento entre Averescu y la oposición parlamentaria finalmente llegó a un momento decisivo: durante un prolongado debate sobre la propuesta de Averescu de nacionalizar empresas de Reşiţa Argetoianu dirigió un insulto en voz baja a Madgearu; el PNL, viendo una oportunidad para regresar al poder, expresó su simpatía hacia este, y todos los grupos de la oposición hicieron un llamamiento al rey Fernando, solicitando la sustitución de Averescu (14 de julio de 1921).
A pesar de la derrota final de Averescu en diciembre de 1921, Argetoianu mantuvo su cargo durante los gabinetes de Take Ionescu e Ionel Brătianu.
Durante la primavera de 1922 ordenó el asesinato de varios activistas comunistas que se hallaban en prisión preventiva, entre ellos Leonte Filipescu, amañando un intento de huida como pretexto.  Sin embargo, las presiones sobre la agrupación revolucionaria se relajaron en verano del mismo año, cuando el rey Fernando I aprobó una amnistía y Argetoianu declaró oficialmente:  "el comunismo ha terminado en Rumania".

## En el PND y PNL
En 1923, tras la vuelta al poder de Brătianu, se enfrentó a Averescu y se proclamó líder del PP, siendo finalmente expulsado del mismo. Tras afiliarse al Partido Nacional Democrático (PND) de Nicolae Iorga, protestó vehementemente contra la alianza de éste con el Partido Nacional Rumano y se pasó al PNL.
Tras la repentina muerte de Ionel Brătianu en 1930 y eligiendo, en contraste con las políticas del nuevo dirigente del partido Dinu Brătianu, apoyar al nuevo rey Carol II, Argetoianu abandonó el partido y se definió como independiente aunque, en la práctica, pasó a formar parte del grupo de políticos que aprobaban la formación de un régimen autoritario en torno a Carol.  Dado que las relaciones del monarca con la clase política tradicional se fueron agriando, Argetoianu comenzó una campaña para obtener lealtades de otros entornos, ayudando a establecer una camarilla en torno al monarca. Incluso se rumoreó que, con la excusa del nombramiento de tecnócratas, otorgó puestos influyentes a sus colegas del selecto Jockey Club de Bucarest.  Entre sus partidarios más destacados del momento se contaba el filósofo de ultraderecha Nae Ionescu.

## En el gabinete Iorga y en el Partido Agrario

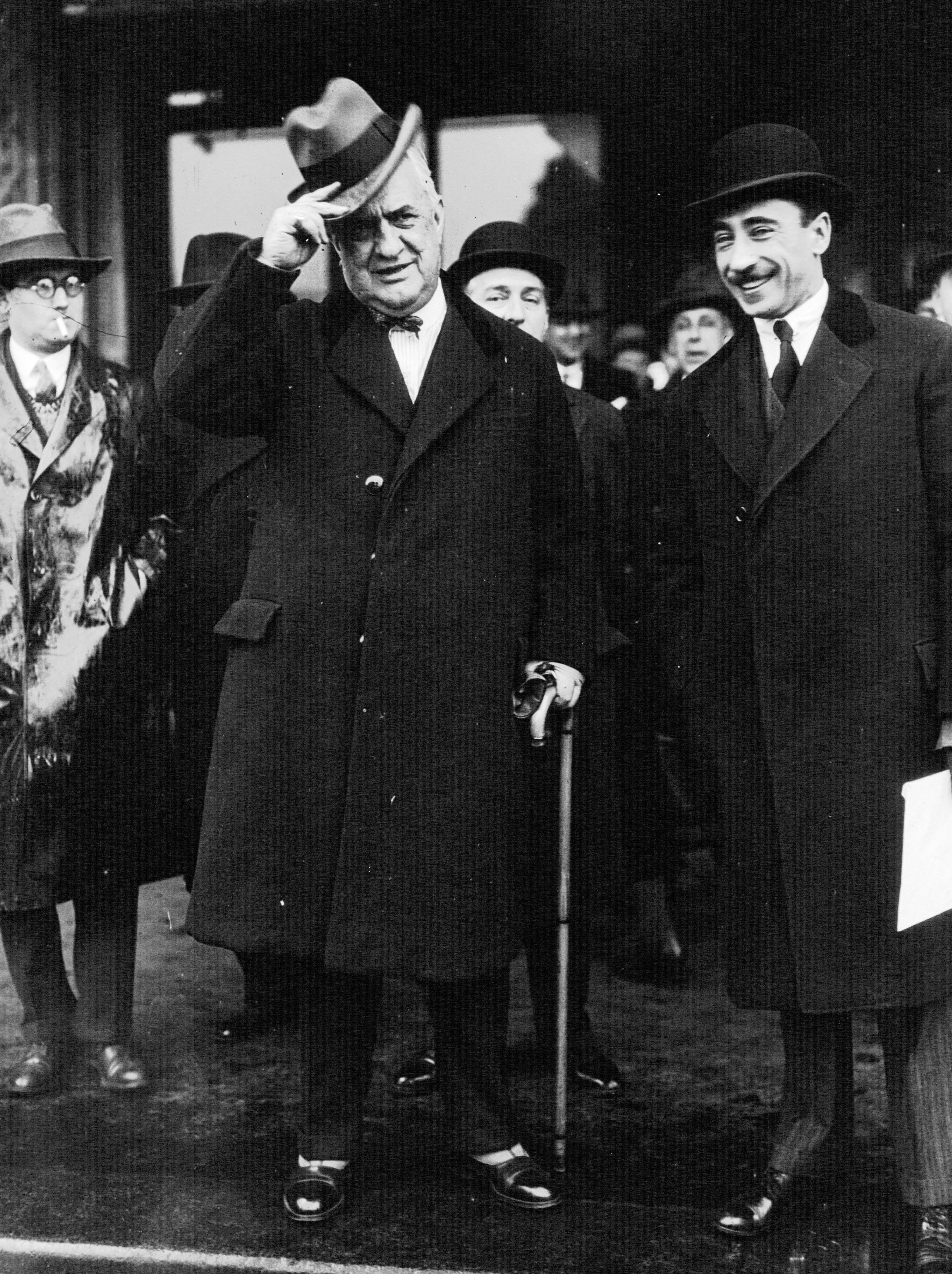
Argetoianu en 1932, durante su época de ministro en el gabinete de Nicolae Iorga.

De nuevo a cargo de los ministerios de Interior y Finanzas entre 1931 y 1932, durante el gobierno de Iorga, reprimiendo a la Guardia de Hierro, prohibiéndola y arrestando a algunos de sus miembros, lo que dio lugar a una serie de enfrentamientos violentos. La política económica de Argetoianu fue polémica: frente a la insolvencia generalizada de las pequeñas explotaciones agrícolas afectadas por la Gran Depresión propuso una forma de liquidación de deudas que fue considerada anticonstitucional. Otros problemas financieros obligaron a Argetoianu a retrasar el pago de los sueldos de los funcionarios en diversas ocasiones, causando problemas de largo alcance.
El gobierno perdió las elecciones de 1932, siendo sustituido por un gabinete encabezado por Alexandru Vaida-Voevod, miembro del Partido Nacional Campesino (PNT) que hubo de afrontar igualmente el problema agrario.
Argetoianu fundó el Partido Agrario, formación menor que, después del regreso al poder de los liberales con Ion G. Duca, mantuvo una gran cercanía del rey en su competencia con las fuerzas tradicionales. Al ser asesinado Duca por la Guardia de Hierro a finales de 1933, Argetoianu, junto con su antiguo adversario del PNŢ Iunian Grigore y Octavian Goga, del Partido Nacional Agrario, fue probablemente una de las principales opciones del rey en su intento de crear un nuevo movimiento político en torno a la camarilla real, basado en un compromiso con Corneliu Zelea Codreanu (caudillo de la Guardia de Hierro). Codreanu se negó a aceptar la negociación, pero Carol logró atraer a los llamados "jóvenes liberales" del PNL, que alcanzaron el gobierno con Gheorghe Tătărescu (enero 1934).
Relevado Nicolae Titulescu del Ministerio de Asuntos Exteriores en 1936 la política rumana fue cambiando de una alianza clara con Francia hacia un cierto equilibrio entre las democracias occidentales y las potencias fascistas, reforzando la relación con estas, hasta entonces escasa. Esta evolución contó con el apoyo de Argetoianu.
En noviembre de 1937 participó en el acuerdo entre Iuliu Maniu, Codreanu y Gheorghe I. Brătianu para evitar que el gobierno de Gheorghe Tătărescu lograse amañar las elecciones y salir reelegido, cosa que consiguió al no lograr el gobierno el 40 % de los votos necesarios para lograr la mayoría absoluta, por primera vez en la historia rumana de entreguerras. Como miembro de la camarilla real, sin embargo, había aconsejado al monarca la implantación de un régimen autoritario real en vez del encargo de celebrar comicios a Tătărescu a finales de 1937.

## Durante la dictadura real y la Segunda Guerra Mundial
Objetivo frecuente de los ataques de la prensa de la Guardia de Hierro, Argetoianu siguió dirigiendo su partido hasta que, a comienzos de 1938, Carol prohibió todos los partidos, estableció la dictadura real y fundó un partido único, el Frente de Renacimiento Nacional (FRN).  En marzo de ese año fue nombrado consejero real. Durante esta época mantenía estrechos lazos con el Banco Dresdner en Alemania, era presidente de la sucursal capitalina del Banco de Bucarest y de varias compañías petroleras, alguna con participación alemana, así como de otras empresas industriales.
En noviembre de 1938, tras los Acuerdos de Múnich y el  Primer arbitraje de Viena que eliminaron el poderío de la aliada Checoslovaquia , viajó a Alemania como enviado del rey para averiguar el grado de apoyo germano a las pretensiones revisionistas húngaras, que preocupaban al gobierno.
Al estallar la Segunda Guerra Mundial el 1 de septiembre de 1939 Argetoianu se contó, junto con Alexandru Vaida-Voevod, entre los más firmes defensores de alinearse con Alemania, aunque las distintas opiniones en el consejo real hicieran que finalmente Rumanía permaneciese neutral.
Argetoianu mantuvo un breve gabinete a la cabeza del FRN, tras el también efímero de Gheorghe Argeşanu, en el otoño de 1939 tras el asesinato del anterior primer ministro Armand Călinescu a manos de la Guardia (28 de septiembre de 1939). El gobierno de Argetoianu fue sustituido a su vez por un nuevo gabinete de Tătărescu, que tuvo que hacer frente a la ocupación de Besarabia por la Unión Soviética a finales de junio de 1940, tras la derrota de Francia. Precisamente la desaparición de Călinescu, principal partidario de las potencias occidentales en el gobierno, y la sorpresiva ocupación soviética de la mitad oriental de Polonia, que extendió la frontera con Rumanía, hizo que el gobierno tratase de acercarse más claramente a Alemania.
El gobierno de Tătărescu a su vez dio paso a un gobierno más favorable a los alemanes con Ion Gigurtu a la cabeza. Argetoianu, que mantuvo su influencia en todo este periodo de gobiernos reales, comenzó a abogar por un acercamiento entre Rumanía y los soviéticos. El propio Argetoianu había sido nombrado ministro de Asuntos Exteriores el 28 de junio, sin embargo, como otro gesto más de simpatía hacia los alemanes. Argetoianu declaró al embajador alemán al día siguiente de su nombramiento que su política sería:

de franca y notable colaboración, declarándose abiertamente Rumanía como amiga de Alemania.

El régimen de Carol se derrumbó tras el Segundo arbitraje de Viena en septiembre, cuando Rumania hubo de ceder el norte de Transilvania a Hungría por imposición de Alemania e Italia. La dictadura real fue sustituida por el llamado Estado Nacional Legionario basado en la inestable coalición de la Guardia de Hierro con el general Ion Antonescu. Reprimida duramente durante los años anteriores, la Guardia comenzó una campaña de represalias hacia los que consideraba sus perseguidores. Junto a Tătărescu y varios otros, Argetoianu fue secuestrado el 27 de noviembre de 1940 tras la matanza de Jilava, en la que perecieron varias decenas de opositores a la Guardia, y se salvó de la muerte por la intervención de oficiales del ejército rumano.
Apartado de la vida pública durante la Segunda Guerra Mundial (véase Rumania durante la Segunda Guerra Mundial), Argetoianu partió del país en la primavera de 1944, estableciéndose en Suiza. El abandono del Eje por Rumania en agosto y el inicio de la ocupación soviética le hicieron regresar en noviembre, viendo en el declive de los partidos tradicionales una oportunidad política y una posibilidad de llevar a cabo su visión de cooperación rumano-soviética. Fue objeto de burlas en la prensa del Partido Nacional Campesino, Dreptatea escribió de él: "al frente de las intrigas a favor de un comunismo basado en la propiedad privada, de un socialismo capitalista o de una democracia libre de masas... El país te entrega su confianza. Aquí están sus hilos, ¡muévelos! Aquí su trastienda, ¡maniobra en ellos! Aquí está su «pueblo»: ¡llévatelo!").

## En la UNMR, arresto y la muerte
Los intentos de mediar entre los comunistas y el PNŢ fueron vanos, siendo rechazados por ambas partes y, en enero de 1947, Argetoianu formó su propia agrupación, la "Unión Nacional por el Trabajo y la Reconstrucción" (Uniunea Naţională Muncă şi Refacere, UNMR), junto a Nicolás Ottescu, Nicolae D. Cornăţeanu, Bratescu Zamfir y otros. Mantenido bajo vigilancia por el gobierno de Petru Groza, controlado por los comunistas, fue infiltrado por la procomunista "Acción Agraria-Nacional" (Acţiunea Nacional-Agrară, ANA). El UNMR se disolvió por temores de que Argetoianu estaba perdiendo credibilidad ante las autoridades soviéticas: el grupo alrededor de Cornăţeanu se unió al Frente de Labradores del primer ministro Groza mientras que otros miembros ingresaron en la Unión de Patriotas.
Argetoianu, que se encontraba enfermo en ese momento y acababa de sufrir una operación de próstata, se retiró de la vida pública por segunda vez. Dos años después de la implantación del régimen comunista en el país, en la mañana del 6 de mayo de 1950, fue detenido por la Securitate. Mientras se lo llevaban se le escuchó decir: "Hombre, sí que sois duros vosotros los comunistas si tenéis miedo de un viejo pedorro como yo". Murió en la prisión Sighet dos años después, nunca habiendo sido llevado a juicio.